# Церква Святого Георгія (Ростань)
Церква Святого Великомученика Георгія Побідоносця — православний храм (УПЦ МП) у селі Ростань Шацького району Волинської області, споруджений у 1993 — 1996 роках. 
Попередній храм у селі був збудований римо-католиками у 1791 р., пізніше церква була греко-католицькою. У 1873 р. храм був переданий православним і став цвинтарною церквою св. вмч. Георгія Побідоносця, котра була приписною до Михайлівського храму с. Пулемець. У 1875 р. до храму добудовано квадратну в плані триярусну дзвіницю. Була знята з реєстрації, тобто закрита, рішенням Волинського облвиконкому №952 від 25 серпня 1961 р. Храм багато років використовувався як склад колгоспу, з часом доведений до аварійного стану. У 1982 р. видано розпорядження щодо демонтування церкви. У 1983 р. церква вже була розібрана, залишилася тільки прибудована до неї дзвіниця, яку пізніше теж розібрали.

## Історія церкви

### З історії старого (першого) храму

Церква Святого Георгія в селі Ростань, знищена в 1982 р.

У 1791 р. римо-католиками в селі був побудований храм. Його освячення відбулося 30 вересня 1791 р. У головному вівтарі знаходився образ Пресвятої Трійці (можна припустити, що саме в честь Пресвятої Трійці храм і був освячений). Окрім нього було ще два вівтарі — святого Йосифа та Пресвятої Богородиці. Іконостасу в церкві не було, але обхід кругом вівтаря був можливий. У візитації церкви в 1793 р. зазначено, що храм у доброму стані. Церква відносилась до Холмського деканату. 
Пізніше церква була греко-католицькою.

За розпорядженням Волинського Єпархіального начальства в 1873 р. римо-католицький цвинтарний костел був переданий православним і став цвинтарною церквою св. вмч. Георгія, котра була приписною до Михайлівського храму с. Пулемець. Дерев'яна церква була прямокутної форми, з двосхилим дахом і невеликим куполом по центру. В 1875 р. до храму добудовано квадратну в плані триярусну дзвіницю. При розбиранні дзвіниці в  1980-х рр. на її брусах виявлено напис: 
|                                                                                              | \| ЗАЛОЖЕНА 1875 ГОДА МАЯ 1-ГО ПРЕСВ. СТЕФАНОМ МАЛЕВИЧЕ. ПОСТРОЕНА МАСТЕРОМ ДАНИИЛОМ КАРАМАЧОМ. \| |
| ЗАЛОЖЕНА 1875 ГОДА МАЯ 1-ГО ПРЕСВ. СТЕФАНОМ МАЛЕВИЧЕ. ПОСТРОЕНА МАСТЕРОМ ДАНИИЛОМ КАРАМАЧОМ. | |

 За іншими даними, каплиця у Вульці Хрипській конфіскована царською владою ще у 1870 р. і передана Православній Церкві. Георгіївська церква весь час була приписною до церкви села Пулемець і обслуговувалась пулемецьким священиком. Богослужіння проводились раз на дві неділі.
У 1891 р. в селі Вулька Хрипська було відкрито церковно-парафіяльну школу. Проте є й інші дані: у кліровій відомості за 1911 р. зазначено, що  церковно-парафіяльна школа в селі була відкрита 8 липня 1890 р. У 1895—1896 навчальному році в ній навчалися 76 хлопчиків, асигнування на школу було 135 рублів. Навчали в школі: виконуюча обов’язки вчительки, селянка Марія Шишкіна, яка мала домашню освіту, отримувала 50 рублів; 2-ге відділення вів унтер-офіцер запасу армійського піхотного полку Гаврило Денисюк, який мав домашню освіту, його оклад становив 40 рублів.
У 1930-х рр. при церкві св. вмч. Георгія було створено церковне братство в пам'ять св. вмч. Георгія. Опікуном братства з 1936 р. був житель села Карпо Лончук. Кладовища в парафії церкви св. Михайла села Пулемець були в селах Пулемець, Вулька Хрипська, Кошари.
Рішенням Волинського облвиконкому №952 від 25 серпня 1961 р. церква в селі Ростань була знята з реєстрації, тобто закрита. В рішенні було записано перебудувати її під клуб, але храм багато років використовувався як склад колгоспу. З часом споруда була доведена до аварійного стану. У 1982 р. з Луцька в Любомльську районну раду прийшло розпорядження щодо демонтування церкви. Місцеве населення відмовилось виконувати цю роботу, після чого було залучено солдатів військової частини. Спочатку був знесений дах храму, та після отримання деякими солдатами травм подальше руйнування було припинене. У 1983 р. церква вже була розібрана, залишилася тільки прибудована до неї дзвіниця, яку пізніше теж розібрали.

### З історії нової (другої) церкви
Після проголошення незалежності України громада вирішила побудувати новий храм. У березні 1993 р. було закладено камінь і освячено місце під будівництво, освячення проводив протоієрей Кирил Прилепа, настоятель храму с. Острів'я. Допомагали у спорудженні храму голова колгоспу Вовк Микола Миколайович, лісник Расевич Ярослав Антонович, сільський голова Дрозд Володимир Лукашович. Було вибрано старосту громади Оніщука Андрія Андрійовича і під його керівництвом розпочали будівництво. Стараннями Оніщука А.А. та парафіян храму будівництво було закінчене через три роки. У 1996 р. у храмі розпочалися Богослужіння, один рік на служби приїжджав протоієрей Кирил Прилепа, а з 1997 р. по 1998 р. в храмі служив ієрей Петро Границький.  
26 жовтня 1998 р. на свято Іверської ікони Богородиці церкву було освячено владикою Симеоном (Шостацьким), єпископом Володимир—Волинським і Ковельським (нині — митрополит Вінницький і Могилів-Подільський ПЦУ). Настоятелем призначено ієрея Олександра Клекоцюка, який служить і понині (станом на 2017 р. — протоієрей). 
Церква має приписні села: Хрипськ, Перешпа, Красний Бір. При храмі діє недільна школа. До церкви повернута ікона св. Юрія (Георгія) Змієборця із старого храму, інша ікона знаходиться в церкві с. Піща
Церква пофарбована ззовні і всередині, за пожертвування парафіян зроблені розписи, закуплено начиння, встановлено опалення, виготовлено іконостас. Встановлено чотири дзвони, відлиті в м. Нововолинськ. Антимінс підписаний єпископом Симеоном 16 травня 1998 року.
Новозбудована церква знаходиться за 100 м на захід від попередньої, але вже за межами кладовища. За розповідями старожилів, на схід від старої церкви на кладовищі стояв мурований стовп-каплиця, збереглася лише його нижня частина.
При вході в церкву, на дошці розміщений напис: «Свято-Георгіївський Божий храм збудований в 1998 році під керівництвом старости Оніщука Андрія Андрійовича на пожертвування парафіян сіл: Ростань, Хрипськ, Перешпа та хутора Красний Бір».
У 2010 році церква зазнала пограбування. Однак, не знайшовши нічого зі старих речей, грабіжники лише порозкидали книги, ікони та начиння.

## Перелік парохів
Список священиків, які служили в Свято-Георгіївському храмі:
- До революції – о. Никанор;
- З кінця 30-х рр. по 1950 р. – о. Флегонт Зінкевич;
- З 1956 р. до закриття – о. Іоанн;
- З 1996 р. по 1998 р. – наглядали прот. Кирил Прилепа, прот. Петро Границький;
- З 26.11.1998 р. по цей час – протоієр. Олександр Кликоцюк[2].